# لانه‌کن دم‌سفید
لانه‌کن دم‌سفید (نام علمی: Trogon chionurus) نام یک گونه از سرده لانه‌کن‌های اصلی است.